# Բ
La Բ, minuscolo բ, è la seconda lettera dell'alfabeto armeno. Il suo nome è բեն, ben (armeno classico e orientale: [bɛn], armeno occidentale: [pʰɛn]).
Rappresenta foneticamente:
- in armeno orientale la consonante occlusiva bilabiale sonora [b][1]
- in armeno occidentale la consonante occlusiva bilabiale sorda aspirata [pʰ].

## Codici
- Unicode:
  - Maiuscola Բ : U+0532
  - Minuscola բ : U+0562